# Frédéric Zégierman
 (avril 2025).
Motif : Insuffisance en matière de sources secondaires requises. Cf WP:CAA 
- Archive Wikiwix
- Bing
- Cairn
- DuckDuckGo
- E. Universalis
- Gallica
- Google
- G. Books
- G. News
- G. Scholar
- Persée
- Qwant
- (zh) Baidu
- (ru) Yandex
- (wd) trouver des œuvres sur Wikidata

| 1. | Préciser le motif de la pose du bandeau. | Précisez le motif de la pose du bandeau en utilisant la syntaxe suivante : {{admissibilité à vérifier\|date=avril 2025\|motif=remplacez ce texte par le motif}}                         |
| 2. | Informer les utilisateurs concernés.     | Pensez à avertir le créateur de l'article, par exemple, en insérant le code ci-dessous sur sa page de discussion : {{subst:avertissement admissibilité à vérifier\|Frédéric Zégierman}} |

Frédéric Zégierman, né en 1962 à Paris, est un géographe et écrivain français qui réside à Valence (Drôme).

## Biographie
Frédéric Zégierman est l'auteur de livres sur les pays de France. Cet ouvrage a été utilisé pour établir les 45 cartes Michelin de la série Local (1999/2011). Il publie des ouvrages et effectue des contributions internet sur des sujets concernant la gastronomie française . Il réalise aussi des circuits touristiques[réf. souhaitée].

## Ouvrages publiés
- Petites morts (2019 ; L'Age d'Homme)
- La France végétalienne (2017 ; L'Age d'Homme)
- Les Recettes Qui font la France (2015 ; Flammarion).
- Encyclopédie de la pâtisserie et de la confiserie française (2014 ; Christine Bonneton).
- Le Grand livre de la Gastronomie française - Encyclopédie par régions (2013 ; Christine Bonneton).

Le Guide des pays de France couvre, en 2 volumes, les régions françaises selon leur découpage d'avant janvier 2016 :
- Frédéric Zégierman, Le Guide des pays de France : Nord, Fayard, 1999 :

Régions administratives : Alsace ; Bourgogne ; Bretagne ; Centre-Val de Loire ; Champagne-Ardenne ; Franche-Comté ; Île-de-France ; Lorraine ; Nord-Pas-de-Calais ; Basse-Normandie ; Haute-Normandie ; Pays de Loire ; Picardie ; Poitou-Charentes.
- Frédéric Zégierman, Le Guide des pays de France : Sud, Fayard, 1999 :

Régions administratives : Aquitaine ; Auvergne ; Corse ; Languedoc-Roussillon ; Limousin ; Midi-Pyrénées ; Provence-Alpes-Côte d'Azur ; Rhône-Alpes.
- La France, terre insolite (2002 ; Solar).